# El ayuntamiento de Auvers
El Ayuntamiento de Auvers es una pintura realizada por Vincent van Gogh, a mediados de julio de 1890. Muestra la vista que Van Gogh tenía justo al salir de la posada Ravoux, donde se albergaba, que está delante del ayuntamiento del pueblo.
El día 14 de julio era fiesta nacional y todos los pueblos y ciudades franceses se engalanaban, por eso la plaza ante el pequeño edificio del ayuntamiento aparece decorada con banderitas, linternas y escarapelas. Una línea de árboles cierra el espacio mientras dos en primer plano lo abren, con el despejado espacio intermedio de césped bien recortado. La escena tiene un cierto aire infantil, con colores muy vivos dominados por los tonos amarillentos.
Junto con otras telas de su corto periodo en Auvers-sur-Oise, como La Iglesia de Auvers y varias pinturas de casas con techos de paja, esta pintura sugiere reminiscencias de escenas de los paisajes del norte de la niñez y juventud de Van Gogh.